# Aires da Cunha
Aires da Cunha (Portugal, ? — litoral maranhense, 1536) foi um capitão donatário do Brasil.
Tendo recebido de João III de Portugal em 1535 a Capitania do Maranhão, associou-se a Fernando Álvares de Andrade e João de Barros, que organizaram uma expedição para colonizar a região norte do Brasil. Em novembro de 1535 a expedição aportou na Capitania de Pernambuco, onde recebeu auxílio de Duarte da Costa. Rumando para o norte, para a costa do Maranhão, um violento temporal fez naufragar a embarcação, perecendo a maior parte de seus integrantes.